# Comuna Turea Pasika, Pereciîn
Turea Pasika (în ucraineană Тур`я Пасіка) este o comună în raionul Pereciîn, regiunea Transcarpatia, Ucraina, formată din satele Rakovo, Turea Pasika (reședința) și Zavbuci.

## Demografie
Componența lingvistică a comunei Turea Pasika
     Ucraineană (99,03%)
     Alte limbi (0,94%)
Conform recensământului din 2001, majoritatea populației comunei Turea Pasika era vorbitoare de ucraineană (99,03%), existând în minoritate și vorbitori de alte limbi.